# Egeside
Egeside är ett naturreservat i Kristianstads kommun i Skåne län.
Området är naturskyddat sedan 2007 och är 230 hektar stort. Reservatet bildar tillsammans med Pulken-Yngsjön ett vidsträckt våtområde vid nedre delen av Helgeån. 